# Атлетика на Летњим олимпијским играма 1932.
Атлетска такмичења на 10. Летњим олимпијским играма у Лос Алђелесу 1932. године одржавала су се од 31. јула до 7. августа на Олимпијском стадиону који се данас зове Меморијалном стадиону Колосеум.

## Учесници
У атлетским такмичењима укупно је учествовало 386 атлетичара (332 муш. и 54 жене) из 34 земље. У поређењу са претходним играма, сви су у дошли са мањим бројем учесника, због удаљености и економске кризе која је избила 1929. Свака нација је могла у једној дисциплини наступити са највише три такмичара.
На овим играма први пут је установљено победничко постоље за три првопласирана такмичара, подизање националне заставе и оркестар који је изводио химну земље победника. Програм је био направљен тако да је трајао преко целог дана.
Најмлађи такмичара на атлетским такмичењима била је Јапанка Сумико Ватанабе са 15 година и 247 дана, која се такмичила у трци на 100 метара, а најстарији италијански бацач кладива Амандо Пођоли са 44 године и 46 дана.

## Кратак преглед такмичења
На прогрму је укупно било 29 дисциплина, 23 у мушкој и 6 у женској конкуренцији. У односу на претходне игре програм је повећан за две дисциплине: ходање на 50 км у мушкој и бацању копља у женској конкуренцији, где је и трка на 80 м препоне заменила трку на 800 м.
У центру пажње на Играма била су атлетска такмичења, на којима су поправљени скоро сви олимпијски рекорди. У мушкој конкуренцији постављено је 8 нових светских рекорда и 10 олимпијских, а код жена
4 нова светска и 2 нова олимпијска рекорда.
Освајач 12 олимпијских медаља (9 златних и 3 сребрне) Финац Паво Нурми желео је завршити каријеру победом у маратону на овим играма, али је недељу дана пред Игре доживотно дисквалификован, одлуком надлежних инстанци МОК-а, у складу с тадашњим крутим аматерским начелима, јер је установљено да је 1925. године, за 55 наступа у дворанама широм Америке узео новац.
Доминација атлетичара из САД, није више била тако изразита као на претходним играма, иако је њима припао већи број првих места. Еди Толан је победио у обе спринтерске дисциплине (100 м и 200 м). На 400 м победио је Бил Кар с резултатом новог светског и олимпијског рекорада (46,2). Атлетичари САД, су осим тога били први на 110 м препоне (Џорџ Сејлинг), штафетама 4 х 100 м и 4 х 400 м, скоку мотком (Вилијам Милер), скоку удаљ (Ед Гордон), бацању кугле (Лио Секстон), бацању диска (Џон Андерсон) и десетобоју (Џим Бауш). У осталим дисциплинама победили су атлетичари: Уједињеног Краљевства, Италије, Финске Пољске, Аргентине, Ирске, Канаде и Јапана.
Велико изненађење било је прво место Пољака Јануша Косућинског трчању на 10.000 мњетара испред фаворизованих Финаца Волмари Исо-Холо и Ласе Виртанена.
У свим бацачким дисциплинама оборени су стари рекорди, а олимпијски рекорд у бацању копља Финца Мати Јервинена оборен је тек на Олимпијским играма 1952. у Хелсинкију.
У конкуренцији жена атлетичарке САД су победиле у свим дисциплинама, осим у трчању на 100. м. где је прво место освојила Пољакиња Станислава Валасјевич.
Најуспешнији појединац била је америчка такмичарка Бејб Дидриксон са три освојене медаље, која је победила у трчану на 80 метара препоне и бацању копља, а била друга у скоку увис

## Земље учеснице
Од 37 земаља учесница на Летњим олимпијским играма 1932. само три нису учествовале у атлетским такмичењима: Белгија, Шпанија и Уругвај.
| - Аргентина 11 (11+0) - Аустралија 4 (3+1) - Аустрија 2 (2+0) - Бразил 19 (19+0) - Канада 29 (21+8) - Република Кина 1 (1+0) - Колумбија 1 (1+0) - Чехословачка 3 (3+0) - Данска 2 (2+0) - Естонија 1 (1+0) - Финска 22 (22+0) - Француска 12 (12+0) |  | - Немачка 27 (22+5) - Уједињено Краљевство 24 (19+5) - Грчка 7 (7+0) - Хаити 2 (2+0) - Мађарска 5 (5+0) - Индија 4 (4+0) - Ирска 4 (4+0) - Италија 21 (21+0) - Јапан 34 (25+9) - Летонија 2 (2+0) - Мексико 25 (24+1) - Холандија 7 (2+5) |  | - Нови Зеланд 6 (5+1) - Норвешка 3 (3+0 - Филипини 1 (1+0) - Пољска 7 (4+3) - Португалија 1 (1+0) - Јужноафричка Република 4 (3+1) - Шведска 9 (9+0) - Швајцарска 3 (3+0) - САД 82 (67+15) - Југославија 1 (1+0) |

У односу на Олимпијске игре 1828. када је у атлетким такмичењима учествовало 40 земаља, сада их је било само 34.
9 нису учествовалиБелгија, Чиле, Куба, Литванија, Луксембург, Монако, Румунија, Шпанија и Турска.
2 дебитантаКина и Колумбија
1 повратникБразил

## Освајачи медаља

### Мушкарци
| Дисциплина               |                                                          | Резултат         |                                                                                          | Резултат      |                                                                                    | Резултат      |
| 100 м детаљи             | Еди Толан САД                                            | 10,3 СР, ОР      | Ралф Меткалф САД                                                                         | 10,3 =СР, =ОР | Артур Јонат · Немачка                                                              | 10,4          |
| 200 м детаљи             | Еди Толан САД                                            | 21,2 ОР          | Џорџ Симпсон САД                                                                         | 21,4          | Ралф Меткалф САД                                                                   | 21,5          |
| 400 м детаљи             | Бил Кар САД                                              | 46,2 СР, ОР      | Бен Истман САД                                                                           | 46,4          | Алекс Вилсон Канада                                                                | 47,7          |
| 800 м детаљи             | Томас Хампсон · Уједињено Краљевство                     | 1:49,8 СР, ОР    | Алекс Вилсон Канада                                                                      | 1:49,9        | Фил Едвардс Канада                                                                 | 1:51,5        |
| 1.500 м детаљи           | Луиђи Бекали Краљевина Италија                           | 3:51,2 ОР        | Џери Корнс · Уједињено Краљевство                                                        | 3:52,6        | Фил Едвардс Канада                                                                 | 3:52,8        |
| 5.000 м детаљи           | Лаури Лехтинен · Финска                                  | 14:30,0 ОР       | Ралф Хил САД                                                                             | 14:30,0 =ОР   | Ласе Виртанен · Финска                                                             | 14:44,0       |
| 10.000 м детаљи          | Јануш Косућињски · Пољска                                | 30:11,4 ОР       | Волмари Исо-Холо · Финска                                                                | 30:12,6       | Ласе Виртанен · Финска                                                             | 30:35,0       |
| 110 м препоне детаљи     | Џорџ Сејлинг САД                                         | 14,6             | Перси Бирд САД                                                                           | 14,7          | Доналд Финли · Уједињено Краљевство                                                | 14,8          |
| 400 м препоне детаљи     | Боб Тисдал · Ирска                                       | 51,67            | Глен Хардин САД                                                                          | 51,85 СР, ОР  | Морган Тејлор САД                                                                  | 51,96         |
| 3000 м препреке детаљи   | Волмари Исо-Холо · Финска                                | 10:33,4          | Томас Евенсон · Уједињено Краљевство                                                     | 10:46,0       | Џо Макласки САД                                                                    | 10:46,2       |
| 4 х 100 м штафета детаљи | САД Роберт Кејзел, Хектор Дајер Емет Топино Френк Вајкоф | 40,0 СР, ОР      | Немачка · Friedrich Hendrix · Ерих Борхмајер · Артур Јонат · Helmut Körnig               | 40,9          | Краљевина Италија Ђузепе Кастели Габријеле Салвијати Руђеро Морегати Едгардо Тоети | 41,2          |
| 4 х 400 м штафета детаљи | САД Ivan Fuqua Edgar Ablowich Карл Ворнер Бил Кар        | 3:08,2 СР, ОР    | Уједињено Краљевство · Crew Stoneley · Томас Хампсон · David Burghley · Godfrey Rampling | 3:11,2        | Канада Џими Бол Рај Луис Фил Едвардс Алекс Вилсон                                  | 3:12,8        |
| Маратон детаљи           | Хуан Карлос Забала · Аргентина                           | 2:31:36          | Самјуел Ферис · Уједињено Краљевство                                                     | 2:31:55       | Армас Тоивонен · Финска                                                            | 2:32:12       |
| 50 км ходање детаљи      | Томас Грин · Уједињено Краљевство                        | 4:50:10          | Јанис Далинш · Летонија                                                                  | 4:57:20       | Уго Фриђерио Краљевина Италија                                                     | 4:59:06       |
| Скок увис детаљи         | Данкан Макнотон Канада                                   | 1,97             | Роберт Ван Осдел САД                                                                     | 1,97          | Симеон Торибио · Филипини                                                          | 1,97          |
| Скок мотком детаљи       | Вилијам Милер САД                                        | 4,315 ОР         | Шухеј Нишида · Јапан                                                                     | 4,30 ОР       | Џорџ Џеферсон САД                                                                  | 4,20 =ОР      |
| Скок удаљ детаљи         | Ед Гордон САД                                            | 7,64             | Ламберт Ред САД                                                                          | 7,60          | Чухеи Намбу · Јапан                                                                | 7,45          |
| Троскок детаљи           | Чухеи Намбу · Јапан                                      | 15,72 СР, ОР     | Ерик Свенсон · Шведска                                                                   | 15,32         | Кенкичи Ошима · Јапан                                                              | 15,12         |
| Бацање кугле детаљи      | Лио Секстон САД                                          | 16,005 ОР        | Харлоу Родерт САД                                                                        | 15,675        | Франтишек Доуда · Чехословачка                                                     | 15,61         |
| Бацање диска детаљи      | Џон Андерсон САД                                         | 49,49 ОР         | Хенри Лаборд САД                                                                         | 48,47         | Пол Винтер · Француска                                                             | 47,85         |
| Бацање кладива детаљи    | Патрик О'Калахан · Ирска                                 | 53,92            | Виле Перхела · Финска                                                                    | 52,27         | Питер Заремба САД                                                                  | 50,33         |
| Бацање копља детаљи      | Мати Јервинен · Финска                                   | 72,71 ОР         | Мати Сипала · Финска                                                                     | 69,80         | Еино Пентила · Финска                                                              | 68,70         |
| Десетобој детаљи         | Џим Бауш САД                                             | 6.753 (8.462) ОР | Акилес Јарвинен · Финска                                                                 | 6.879 (8.292) | Волрад Еберле · Немачка                                                            | 6.661 (8.031) |

### Жене
| Дисциплина          |                                                             | Резултат    |                                                               | Резултат      |                                                                             | Резултат |
| 100 м детаљи        | Станислава Валасјевич · Пољска                              | 11,9 СР ОР  | Хилда Страјк Канада                                           | 11,9 =СР, =ОР | Вилхелмина фон Бремен САД                                                   | 12,0     |
| 80 м препоне детаљи | Бејб Дидриксон САД                                          | 11,7 СР, ОР | Евелин Хал САД                                                | 11,7 =СР, =ОР | Марџори Кларк Јужноафричка Република                                        | 11,8     |
| 4 х 100 м детаљи    | САД Мери Кару Евелин Ферч Анет Роџерс Вилхелмина вон Бремен | 47,0 СР, ОР | Канада Милдред Фризел Лилијан Палмер Мери Фризел Хилда Страјк | 47,0 =СР, =ОР | Уједињено Краљевство Ајлин Хискок Гвендолин Портер Вајолет Веб Нели Халстед | 47,6     |
| Скок увис детаљи    | Џин Шајли САД                                               | 1,65 СР, ОР | Бејб Дидриксон САД                                            | 1,65 =СР, =ОР | Ева Доз Канада                                                              | 1,60     |
| Бацање диска детаљи | Лилијан Копланд САД                                         | 40,58 ОР    | Рут Озборн САД                                                | 40,12 ОР      | Јадвига Вајс · Пољска                                                       | 38,74    |
| Бацање копља детаљи | Бејб Дидриксон САД                                          | 43,68 ОР    | Елен Браумилер · Немачка                                      | 43,49         | Тили Флајшер · Немачка                                                      | 43,00    |

## Биланс медаља
| Медаље земље домаћина |

|    | Земља                |    |    |    |    |
| -- | -------------------- | -- | -- | -- | -- |
| 1  | САД                  | 11 | 10 | 5  | 26 |
| 2  | Финска               | 3  | 4  | 4  | 11 |
| 3  | Уједињено Краљевство | 2  | 4  | 1  | 7  |
| 4  | Ирска                | 2  | 0  | 0  | 2  |
| 5  | Канада               | 1  | 1  | 4  | 6  |
| 6  | Јапан                | 1  | 1  | 2  | 4  |
| 7  | Краљевина Италија    | 1  | 0  | 2  | 3  |
| 8  | Аргентина            | 1  | 0  | 0  | 1  |
| 8  | Пољска               | 1  | 0  | 0  | 1  |
| 10 | Немачка              | 0  | 1  | 2  | 3  |
| 11 | Летонија             | 0  | 1  | 0  | 1  |
| 11 | Шведска              | 0  | 1  | 0  | 1  |
| 13 | Чехословачка         | 0  | 0  | 1  | 1  |
| 13 | Филипини             | 0  | 0  | 1  | 1  |
| 13 | Француска            | 0  | 0  | 1  | 1  |
|    | Укупно (15)          | 23 | 23 | 23 | 69 |

|   | Земља                  |   |   |   |    |
| - | ---------------------- | - | - | - | -- |
| 1 | САД                    | 5 | 3 | 1 | 9  |
| 2 | Пољска                 | 1 | 0 | 1 | 2  |
| 3 | Канада                 | 0 | 2 | 1 | 3  |
| 4 | Немачка                | 0 | 1 | 1 | 2  |
| 5 | Јужноафричка Република | 0 | 0 | 1 | 1  |
| 5 | Уједињено Краљевство   | 0 | 0 | 1 | 1  |
|   | Укупно (6)             | 6 | 6 | 6 | 18 |

### Биланс медаља укупно
|    | Земља                  |    |    |    |    |
| -- | ---------------------- | -- | -- | -- | -- |
| 1  | САД                    | 16 | 13 | 6  | 35 |
| 2  | Финска                 | 3  | 4  | 4  | 11 |
| 3  | Уједињено Краљевство   | 2  | 4  | 2  | 8  |
| 4  | Пољска                 | 2  | 0  | 1  | 3  |
| 5  | Ирска                  | 2  | 0  | 0  | 2  |
| 6  | Канада                 | 1  | 3  | 5  | 9  |
| 7  | Јапан                  | 1  | 1  | 2  | 4  |
| 8  | Краљевина Италија      | 1  | 0  | 2  | 3  |
| 9  | Аргентина              | 1  | 0  | 0  | 1  |
| 10 | Немачка                | 0  | 2  | 3  | 5  |
| 11 | Шведска                | 0  | 1  | 0  | 1  |
| 11 | Летонија               | 0  | 1  | 0  | 1  |
| 13 | Чехословачка           | 0  | 0  | 1  | 1  |
| 13 | Француска              | 0  | 0  | 1  | 1  |
| 13 | Филипини               | 0  | 0  | 1  | 1  |
| 13 | Јужноафричка Република | 0  | 0  | 1  | 1  |
|    | Укупно (16)            | 29 | 29 | 29 | 97 |

## Постигнути рекорди
На Олимпијским играма 1932. постигнут је 21 нови олимпијских рекорда и 12 нових светских рекорда у следећим дисциплинама:

### Светски рекорди
Мушкарци
| Датум           | Дисциплина    | Нови рекорд                          | Нови рекорд | Стари рекорд                 | Стари рекорд | Стари рекорд       |
| --------------- | ------------- | ------------------------------------ | ----------- | ---------------------------- | ------------ | ------------------ |
| Датум           | Дисциплина    | Атлетичар                            | Резултат    | Атлетичар                    | Резултат     | Датум              |
| 1. август 1932. | 100 м         | Еди Толан САД                        | =10,3 фин.  | Перси Вилијамс Канада        | 10,3         | 9. август 1930.    |
| 1. август 1932. | 100 м         | Ралф Меткалф САД                     | =10,3 фин.  | Перси Вилијамс Канада        | 10,3         | 9. август 1930.    |
| 5. август 1932. | 400 м         | Бил Кар САД                          | 46,2 фин.   | Бен Истмани Сједињене Државе | 46,4         | 26. март 1932.     |
| 2. август 1932. | 800 м         | Томас Хампсон · Уједињено Краљевство | 1:49,7 фин. | Сера Мартен · Француска      | 1:50,6       | 14. јул 1928.      |
| 2. август 1932. | 110 м препоне | Џорџ Сејлинг САД                     | =14,4 пф.   | Eric Wennström · Шведска     | 14,4         | 25. август 1929.   |
| 2. август 1932. | 110 м препоне | Џорџ Сејлинг САД                     | =14,4 пф.   | Bengt Sjöstedt Финска        | =14,4        | 5. септембар 1931. |
| 2. август 1932. | 110 м препоне | Џорџ Сејлинг САД                     | =14,4 пф.   | Percy Beard Сједињене Државе | =14,4        | 23. јун 1932.      |
| 2. август 1932. | 110 м препоне | Џорџ Сејлинг САД                     | =14,4 пф.   | Џон Келер Сједињене Државе   | =14,4        | 19. јул 1932.      |

### Олимпијски рекорди
Мушкарци
| Датум           | Дисциплина | Нови рекорд                          | Нови рекорд   | Стари рекорд                          | Стари рекорд | Стари рекорд      |
| --------------- | ---------- | ------------------------------------ | ------------- | ------------------------------------- | ------------ | ----------------- |
| Датум           | Дисциплина | Атлетичар                            | Резултат      | Атлетичар                             | Резултат     | Датум             |
| 31. јул 1932.   | 100 м      | Артур Јонат · Немачка                | =10,6 кв.     | Дон Липинкот САД                      | 10,6         | 6. јул 1912.      |
| 31. јул 1932.   | 100 м      | Артур Јонат · Немачка                | =10,6 кв.     | Харолд Абрахам · Уједињено Краљевство | =10,6        | 6./7. јул 1924.   |
| 31. јул 1932.   | 100 м      | Артур Јонат · Немачка                | =10,6 кв.     | Перси Вилијамс Канада                 | =10,6        | 29./30. јул 1924. |
| 31. јул 1932.   | 100 м      | Артур Јонат · Немачка                | =10,6 кв.     | Роберт Макалистер САД                 | =10,6        | 30. јул 1928.     |
| 31. јул 1932.   | 100 м      | Артур Јонат · Немачка                | =10,6 кв.     | Јужна Африка                          | =10,6        | 30. јул 1928.     |
| 31. јул 1932.   | 100 м      | Еди Толан САД                        | 10,4 чф.      | Дон Липинкот САД                      | 10,6         | 6. јул 1912.      |
| 31. јул 1932.   | 100 м      | Еди Толан САД                        | 10,4 чф.      | Харолд Абрахам · Уједињено Краљевство | =10,6        | 6./7. јул 1924.   |
| 31. јул 1932.   | 100 м      | Еди Толан САД                        | 10,4 чф.      | Перси Вилијамс Канада                 | =10,6        | 29./30. јул 1924. |
| 31. јул 1932.   | 100 м      | Еди Толан САД                        | 10,4 чф.      | Роберт Макалистер САД                 | =10,6        | 30. јул 1928.     |
| 31. јул 1932.   | 100 м      | Еди Толан САД                        | 10,4 чф.      | Јужна Африка                          | =10,6        | 30. јул 1928.     |
| 31. јул 1932.   | 100 м      | Еди Толан САД                        | 10,4 чф.      | Артур Јонат · Немачка                 | =10,6        | 31. јул 1932.     |
| 1. август 1932. | 100 м      | Еди Толан САД                        | 10,3 фин.     | Еди Толан САД                         | 10,4         | 31. јул 1932.     |
| 1. август 1932. | 100 м      | Ралф Меткалф САД                     | 10,3 фин.     | Еди Толан САД                         | 10,4         | 31. јул 1932.     |
| 2. август 1932. | 200 м      | Ралф Меткалф САД                     | 21,5 1.чф     | Арчи Хан САД                          | 21,6         | 31. август 1904.  |
| 2. август 1932. | 200 м      | Ралф Меткалф САД                     | 21,5 1.чф     | Џексон Шолц САД                       | =21,6        | 9. јул 1924.      |
| 2. август 1932. | 200 м      | Еди Толан САД                        | =21,5 2.чф    | Ралф Меткалф САД                      | 21,5         | 2. август 1932.   |
| 2. август 1932. | 200 м      | Carlos Bianchi Аргентина             | 21,4 3.чф     | Ралф Меткалф САД                      | 21,5         | 2. август 1932.   |
| 2. август 1932. | 200 м      | Carlos Bianchi Аргентина             | 21,4 3.чф     | Еди Толан САД                         | =2,5         | 2. август 1932.   |
| 3. август 1932. | 200 м      | Еди Толан САД                        | 21,2 фин.     | Carlos Bianchi Аргентина              | 10,4         | 2. август 1932.   |
| 5. август 1932. | 400 м      | Бил Кар САД                          | 47,4 пф.      | Ерик Лидел · Уједињено Краљевство     | 47,6         | 11. јул 1924.     |
| 5. август 1932. | 400 м      | Бил Кар САД                          | 47,2 фин.     | Бил Кар САД                           | 47,4         | 5. август 1932.   |
| 2. август 1932. | 800 м      | Томас Хампсон · Уједињено Краљевство | 1:49,7 фин.   | Даглас Лоу · Уједињено Краљевство     | 1:51,8       | 31. јул 1928.     |
| 4. август 1932. | 1.500 м    | Луиђи Бекали Краљевина Италија       | 3:51,2 фин.   | Хари Ларва Финска                     | 3:53,2       | 1. август 1928.   |
| 5. август 1932. | 5.000 м    | Лаури Лехтинен Финска                | 14,30,0 фин   | Паво Нурми Финска                     | 14:31,2      | 10. јул 1924.     |
| 5. август 1932. | 5.000 м    | Џери Корнс · Уједињено Краљевство    | =14,30,0 фин. | Паво Нурми Финска                     | 14:31,2      | 10. јул 1924.     |
| 31. јул 1932.   | 10.000 м   | Јануш Косућински · Пољска            | 30:11,4 фин.  | Паво Нурми Финска                     | 30:18,8      | 29. јул 1928.     |